# 大相撲令和3年7月場所
大相撲令和3年7月場所（おおずもうれいわさんねん7がつばしょ）は、2021年（令和3年）7月4日から7月18日までの15日間、愛知県名古屋市中区のドルフィンズアリーナ（愛知県体育館）で開催された大相撲本場所である。

## 概要
新型コロナウイルス感染症（COVID-19）流行に伴い、先場所の5月場所に続いて、人数制限をかけての開催となった。令和2年7月場所は東京開催だったため、令和元年7月場所以来2年ぶりに名古屋で開催された。
先場所優勝した大関・照ノ富士と先場所優勝同点の大関・貴景勝が綱取りに挑む場所、また横綱・白鵬が6場所連続休場明けで進退をかける場所となった。
7月場所に関する時系列（全て2021年）
- 5月21日 - 国技館が、ボクシング会場となっている東京五輪へ向けた準備により、使用できないため国技館での合同稽古をしないことを発表[2]。
- 5月26日 - 名古屋場所の番付編成会議を開催、荒篤山（荒汐部屋）の新十両、阿炎（錣山部屋）、矢後（尾車部屋） 魁勝（浅香山部屋）の再十両昇進を決定[3]。
- 6月21日 - 番付発表[4]。
- 7月2日 - 関脇・髙安の休場発表[5]。
- 7月5日 - 大関・貴景勝が休場を発表[6]。
- 同日 - 関脇・高安の再出場発表[7]。
- 7月8日 - 東前頭筆頭・遠藤が休場を発表[8]。
- 7月10日 - 西十両3枚目・白鷹山が休場を発表[9]。
- 7月17日 - 東十両2枚目・旭大星が休場を発表[10]。

## 番付・星取表

### 幕内
| 東方                    | 東方       | 東方     | 番付   | 西方     | 西方       | 西方   |
| 備考                    | 成績       | 力士名   | 番付   | 力士名   | 成績       | 備考   |
| ----------------------- | ---------- | -------- | ------ | -------- | ---------- | ------ |
| 幕内最高優勝            | 15戦全勝   | 白鵬     | 横綱   |          |            |        |
| 場所後横綱昇進 優勝次点 | 14勝1敗    | 照ノ富士 | 大関   | 貴景勝   | 1勝2敗12休 |        |
|                         | 8勝7敗     | 正代     | 大関   | 朝乃山   | 全休       | カド番 |
|                         | 7勝6敗2休  | 髙安     | 関脇   | 御嶽海   | 8勝7敗     | 再関脇 |
| 新小結                  | 5勝10敗    | 若隆景   | 小結   | 明生     | 8勝7敗     | 新小結 |
|                         | 1勝4敗10休 | 遠藤     | 前頭1  | 大栄翔   | 5勝10敗    |        |
|                         | 8勝7敗     | 隆の勝   | 前頭2  | 逸ノ城   | 10勝5敗    |        |
|                         | 8勝7敗     | 北勝富士 | 前頭3  | 翔猿     | 4勝11敗    |        |
|                         | 2勝13敗    | 琴恵光   | 前頭4  | 千代大龍 | 4勝11敗    |        |
|                         | 5勝10敗    | 隠岐の海 | 前頭5  | 豊昇龍   | 10勝5敗    | 技能賞 |
|                         | 7勝8敗     | 阿武咲   | 前頭6  | 霧馬山   | 9勝6敗     |        |
|                         | 5勝10敗    | 妙義龍   | 前頭7  | 千代翔馬 | 8勝7敗     |        |
|                         | 8勝7敗     | 宝富士   | 前頭8  | 碧山     | 7勝8敗     |        |
|                         | 7勝8敗     | 英乃海   | 前頭9  | 志摩ノ海 | 8勝7敗     |        |
|                         | 11勝4敗    | 玉鷲     | 前頭10 | 照強     | 8勝7敗     |        |
|                         | 6勝9敗     | 魁聖     | 前頭11 | 琴ノ若   | 12勝3敗    | 敢闘賞 |
|                         | 7勝8敗     | 栃ノ心   | 前頭12 | 輝       | 7勝8敗     |        |
|                         | 6勝9敗     | 千代丸   | 前頭13 | 宇良     | 10勝5敗    | 再入幕 |
|                         | 4勝11敗    | 大奄美   | 前頭14 | 千代ノ皇 | 7勝8敗     | 再入幕 |
|                         | 8勝7敗     | 剣翔     | 前頭15 | 德勝龍   | 7勝8敗     | 再入幕 |
|                         | 7勝8敗     | 千代の国 | 前頭16 | 石浦     | 9勝6敗     |        |
| 新入幕                  | 8勝7敗     | 一山本   | 前頭17 |          |            |        |

### 十両
| 東方   | 東方      | 東方   | 番付   | 西方     | 西方      | 西方   |
| 備考   | 成績      | 力士名 | 番付   | 力士名   | 成績      | 備考   |
| ------ | --------- | ------ | ------ | -------- | --------- | ------ |
|        | 10勝5敗   | 豊山   | 十両1  | 松鳳山   | 5勝10敗   |        |
|        | 7勝7敗1休 | 旭大星 | 十両2  | 天空海   | 8勝7敗    |        |
|        | 7勝8敗    | 若元春 | 十両3  | 白鷹山   | 5勝2敗8休 |        |
|        | 5勝10敗   | 東白龍 | 十両4  | 貴健斗   | 3勝12敗   |        |
|        | 4勝11敗   | 炎鵬   | 十両5  | 琴勝峰   | 5勝10敗   |        |
|        | 6勝9敗    | 貴源治 | 十両6  | 水戸龍   | 12勝3敗   |        |
|        | 全休      | 明瀬山 | 十両7  | 東龍     | 7勝8敗    |        |
|        | 8勝7敗    | 武将山 | 十両8  | 佐田の海 | 9勝6敗    |        |
|        | 全休      | 竜電   | 十両9  | 翠富士   | 6勝9敗    |        |
|        | 7勝8敗    | 錦木   | 十両10 | 旭秀鵬   | 6勝9敗    |        |
|        | 8勝7敗    | 錦富士 | 十両11 | 大翔丸   | 9勝6敗    |        |
|        | 6勝9敗    | 大翔鵬 | 十両12 | 王鵬     | 10勝5敗   |        |
| 再十両 | 11勝4敗   | 魁勝   | 十両13 | 荒篤山   | 4勝11敗   | 新十両 |
| 再十両 | 11勝4敗   | 阿炎   | 十両14 | 矢後     | 9勝6敗    | 再十両 |

※ 赤文字は優勝力士の成績。

## 優勝争い
中日を終えて、横綱・白鵬と大関・照ノ富士が8戦全勝。この時点で、1敗の力士はいなかった。
この2人はさらに連勝を続け、11日目には2敗力士すら消え、事実上、両名に優勝が絞られる状況となった。
両名は関脇・高安、大関・正代を破り、14戦全勝。平成24年7月場所以来、9年ぶりとなる、千秋楽全勝相星決戦となった。
千秋楽、白鵬が照ノ富士を必死の小手投げで破り、白鵬が7場所ぶり45回目の優勝を決めた。

## 備考
白鵬はこの場所、45回目の幕内最高優勝、16回目の全勝優勝、51回目のストレート給金と、自身のもつ記録をさらに更新することとなった。36歳4ヶ月での優勝は、年6場所制になって以降、横綱としては歴代最高齢での優勝である。また36歳4ヶ月での全勝優勝は歴代最高齢での全勝優勝であった。また、6場所連続休場からの優勝は、大鵬の5場所連続休場からの優勝を超えるブランク明けでの優勝であった。なお翌場所は全休、その後引退を表明したため、今場所が白鵬最後の最高優勝となった。
照ノ富士は白鵬に敗れたものの14勝1敗と、自身初の14勝をあげることとなり、横綱昇進を決定づけた。横綱昇進直近の場所が優勝ではないのは、昭和62年の大乃国以来のことである。
千秋楽に14戦全勝同士の相星決戦となるのは15日制では、史上6度目である。横綱と大関の対決に限れば、平成24年7月場所の白鵬と日馬富士以来、史上2度目のことである。
朝乃山が新型コロナウイルスのガイドライン違反の為、全休となり、大関陥落が決まった。また、貴景勝は2日目の逸ノ城戦にて首を痛め、頸椎椎間板ヘルニアによる神経根症で休場となり、来場所カド番でむかえることとなる。また、正代は、千秋楽に勝ち越しを決めた。
三賞は、足技や下手投げ等の多彩な技で場所を盛り上げた豊昇龍が技能賞を受賞。自身初の三賞受賞となった。
敢闘賞は、琴ノ若と玉鷲が千秋楽の勝利を条件に、受賞対象となった。
琴ノ若は勝利し、12勝3敗をあげ、受賞となったが、玉鷲は敗れ、受賞を逃すこととなった。
殊勲賞は該当者なしとなった。
玉鷲は、14日目の出場で通算連続出場が1360回となり、寺尾を抜き、歴代6位となった。